# 碘乙酰胺
碘乙酰胺（英語：Iodoacetamide）是一种烷基化试剂。与碘乙酸类似，常用于封闭蛋白质半胱氨酸残基的巯基，防止重新形成二硫键。 
在泛素研究中，碘乙酰胺也被用来抑制泛素酶(DUBs)。

## 肽酶抑制剂
碘乙酰胺是一种不可逆的半胱氨酸蛋白酶抑制剂，其抑制机理如下图所示。